# Arcevia
 (juillet 2022).
 (mai 2020).
Si vous disposez d'ouvrages ou d'articles de référence ou si vous connaissez des sites web de qualité traitant du thème abordé ici, merci de compléter l'article en donnant les références utiles à sa vérifiabilité et en les liant à la section « Notes et références ».
Arcevia est une commune d'environ 4 363 habitants, située dans la province d'Ancône, dans la région des Marches, en Italie.

## Géographie
Le territoire de la commune d’Arcevia se trouve sur une pente de coteaux qui s’étend du sud jusqu’à quelques kilomètres au nord près de la frontière communale.
Au sud, la ville se trouve à la frontière avec les montagnes de la Gola della Rossa, coteaux des Apennins qui s’étendent sur plusieurs kilomètres au sud dans d’autres communes adjacentes.
La commune d’Arcevia est la première ligne de partage des eaux entre la campagne des Marches, principalement vallonnée et qui s’étend sur plusieurs kilomètres dans l’arrière-pays à partir du littoral, et les contreforts  de l’Ombrie et des Marches, qui pointent de manière massive au-delà de la commune d’Arcevia en procédant à l’Ouest vers Fabriano et Sassoferrato.
- Le Parc naturel régional de la Gola della Rossa et Frasassi

## Histoire

### Premières attestations de l’existence de la commune
Rocca Contrada est le nom médiéval d'Arcevia. Rocca signifiant Forteresse, un « monte della Rocca» est rappelé dans un document de 1065. Un « fundo della Rocca » en un autre de 1130 et une « Rocha de Contrado » en 1147. Ce sont les documents les plus anciens connus qui attestent l’existence d’une colonie probablement déjà fortifiée. La forteresse est incluse dans le comté de Senigallia, située sur le sommet du Sasso Cischiano, sur les dernières avancées de l’Apennin des Marches. L’acte de 1147 est d’un intérêt particulier car il fournirait l’appartenance du château à un seigneur du nom de Contrado, peut-être du germanique Konrad ou de la contraction de Conte rado, l’explication du nom composé Rocca Contrada.

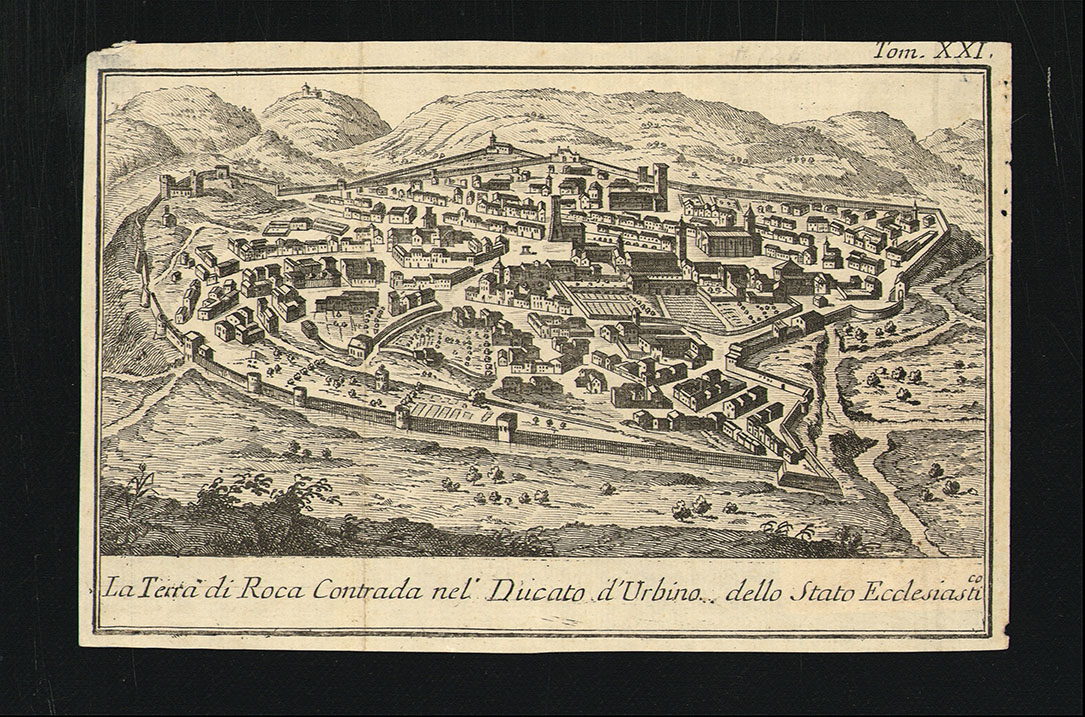
Le territoire de Rocca Contrada dans le duché d'Urbino.

### Origines
On peut cependant considérer que le premier noyau habité d’Arcevia a surgi pendant les invasions barbares, pour accueillir des fugitifs des villes romaines dévastées de Suasa, Ostra et Sena Gallica l’actuelle Senigallia.
Pendant la domination lombarde, ce bourg, par sa position de contrôle d’importantes voies de communication situées en marge des territoires byzantins, peut avoir exercé des fonctions de garnison militaire. Dans son territoire, en effet, il jouxte l’extrême nord du duché de Spolète avec le gastald lombard de Nocera Umbra qui comprenait le mont Sant’Angelo, Caudino, Costa et Civitalba. C’est peut-être à cause de cette position stratégique qu’Arcevia fut occupée par les Francs et donnée en 754 par Pépin le Bref au pape Étienne II, avec d’autres localités. On attribue également aux Francs, selon une tradition ancienne, le titre de l’église arceviese de San Medardo, saint vénéré par ce peuple, dont une précieuse relique est conservée.
Rocca Contrada fut officiellement appelée Arcevia, avec le titre de Ville, par lettre apostolique du 16 septembre 1817 par le pape Pie VII.

## Monuments et patrimoine
Arcevia est un lieu recherché de séjour estival connu et apprécié depuis le XVIe siècle.
Arcevia est une ville d’histoire (connue pour sa forteresse inexpugnable, la seigneurie des Chiavelli, de Braccio da Montone et Francesco Sforza, rappelée comme Propugnaculum Ecclesiae.

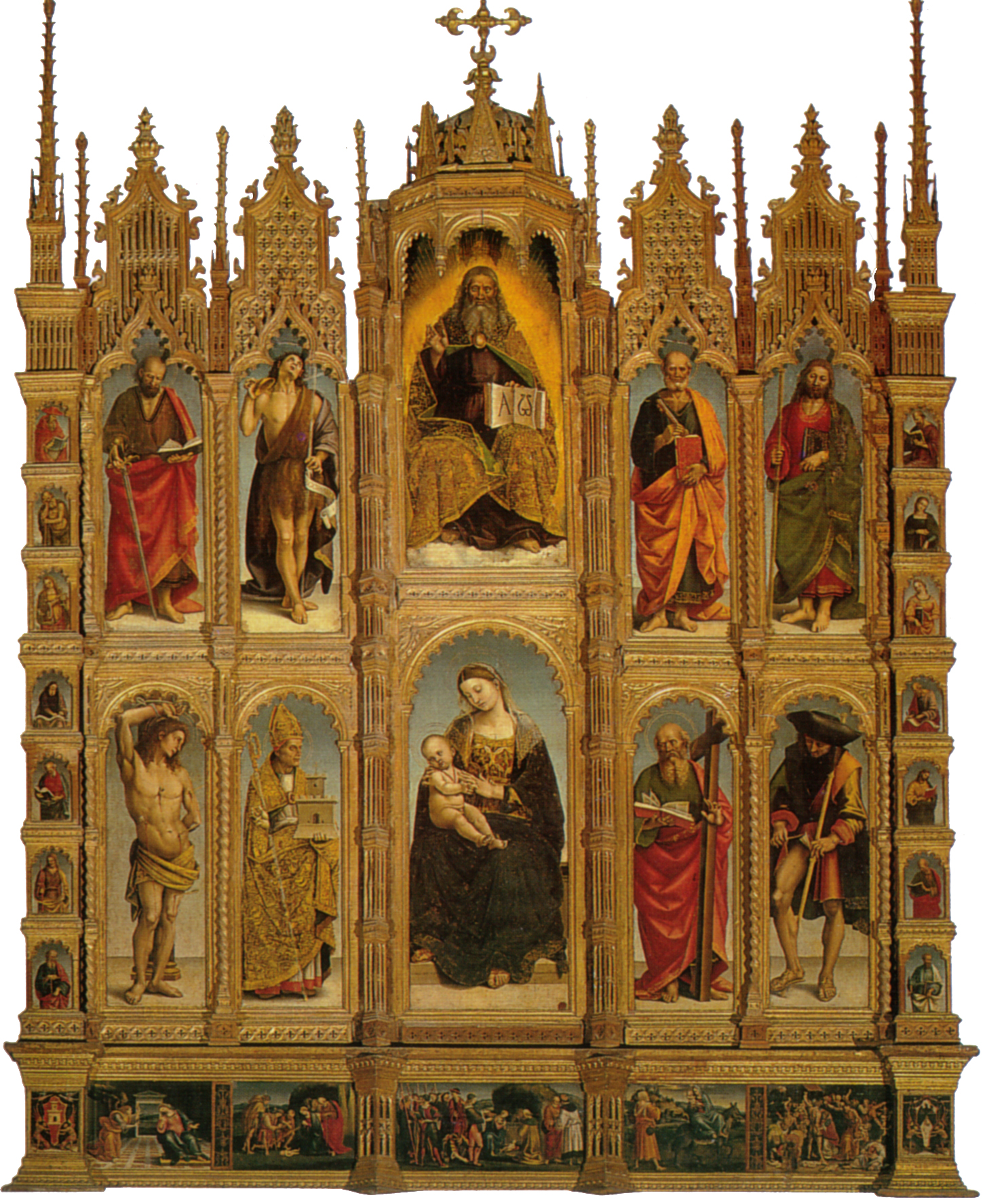
Polyptyque d’Acervia de Luca Signorelli
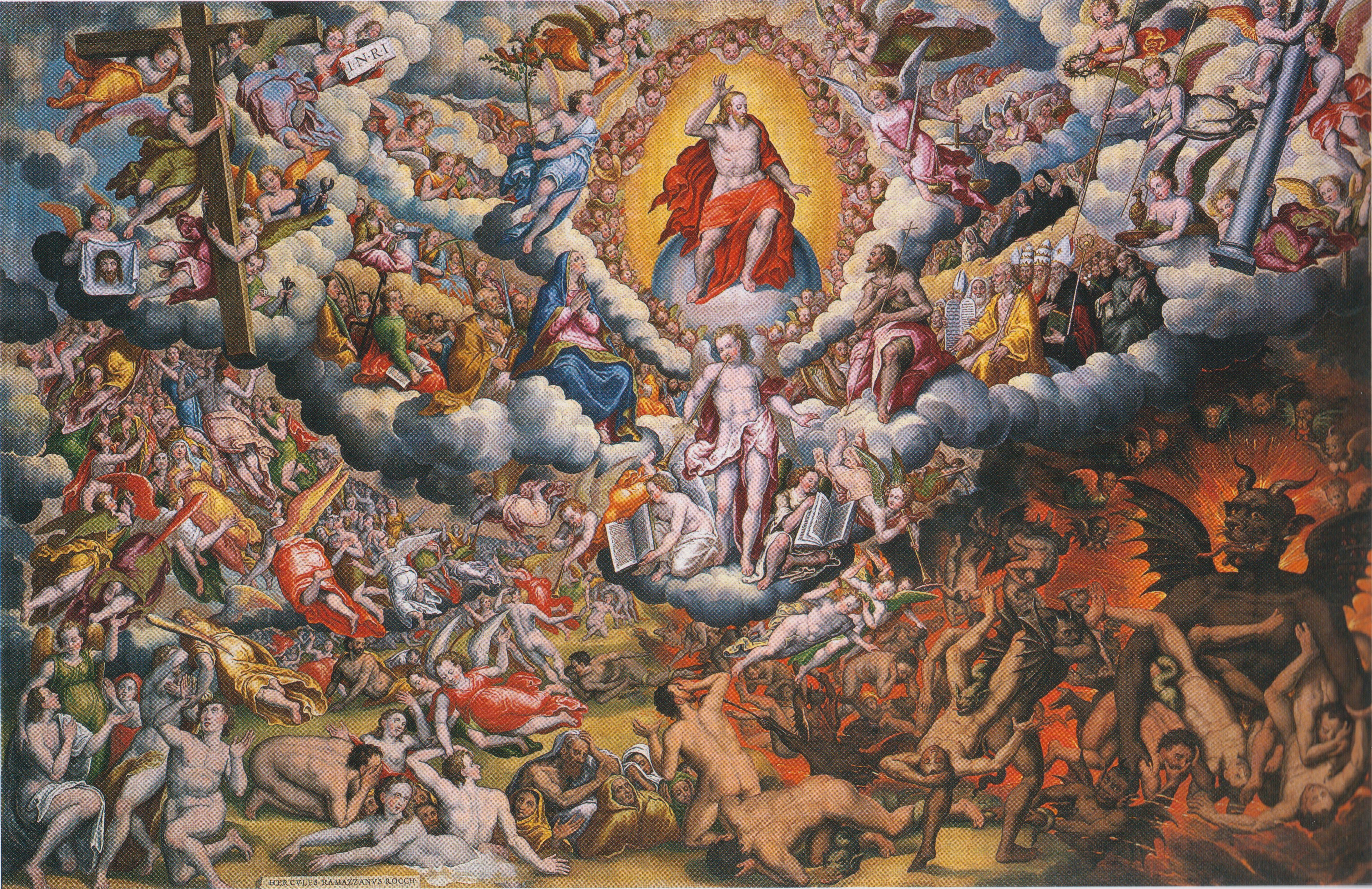
Jugement universel (1597) d’Ercole Ramazzani, Collégiale de San Menardo (Arcevia)

Acervia est également une ville d’art. Elle conserve des chefs-d’œuvre de la Renaissance tels le Polyptyque de San Medardo et le Baptême du Christ de Luca Signorelli, œuvres de Giovanni, Andrea et frère Mattia della Robbia, et entre autres de Simone Cantarini, Giovanni Battista Salvi dit « Il Sassoferrato », Claudio Ridolfi, Francesco di Gentile, Gherardo Cibo, Ercole Ramazzani et ses collaborateurs, Cesare Conti, le Pomarancio et F. Silva et encore Edgardo Mannucci, Quirino Ruggeri, Bruno d’Arcevia, Giuseppe Gigli).

### Monuments et lieux d'intérêt

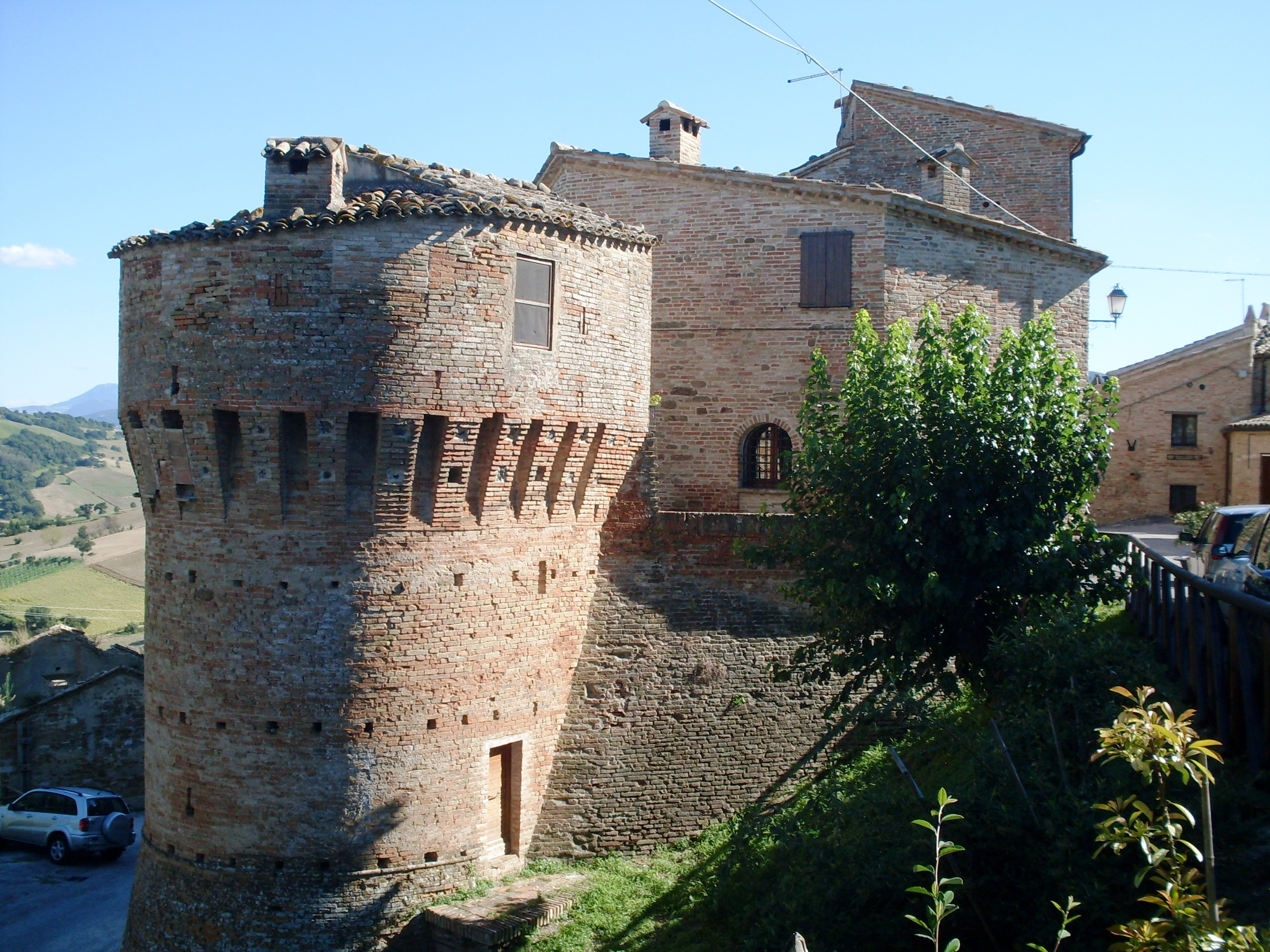
Le château de Loretello.

Parmi les églises se distingue celle de San Medardo (refaite en 1634)
- La Collégiale de San Medardo est le monument le plus important de la ville.
- Construite au XVIIe siècle sur un édifice médiéval, elle conserve des œuvres d’art remarquables comme les polyptyques de Luca Signorelli et les céramiques des frères della Robbia.
- Le Palais Communal (anciennement Palais du Podestat), il fut érigé dans le XIIIe siècle en style gothique. Il côtoie la tour civique, haute de 36 mètres.
- L'église de San Francesco se dresse le long du Corso Mazzini et a été érigé vers 1275 par les frères franciscains. Elle a été entièrement reconstruite en style rococo en 1750 par l’architecte Lorenzo Bossi.

Dans les hameaux d’Arcevia, l’on trouve plusieurs petits châteaux, parmi lesquels celui de Nidastore, Piticchio et le Château de Loretello.

### Sites archéologiques
Le territoire d’Arcevia est particulièrement riche en témoignages archéologiques, en particulier pour la Préhistoire et Protohistoire, du Paléolithique à l’âge du bronze et à l’âge du fer.
- Pour le Paléolithique supérieur (Gravettien - environ 20 000 - 18 500 ans), on signale le gisement de Ponte di Pietra, lieu de fabrication et travail du silex fréquenté périodiquement par des groupes de chasseurs qui fabriquaient ici leurs instruments.

La découverte de traces de foyers et de trous de pieux fait penser à des cabanes de type léger soutenues par de petits poteaux en bois et avec probable couverture de peaux qui constituaient des campements temporaires destinés à l’approvisionnement et à la transformation du silex. Les activités étaient essentiellement liées à l’écaillage du silex et à la retouche des produits manufacturés pour en obtenir des instruments utilisés pour la chasse et d’autres usages connexes.

#### Néolithique
À partir du Néolithique, on assiste à la naissance de villages stables d’agriculteurs et d’éleveurs, comme le cas de Cava Giacometti, un site qui a connu trois phases d’implantation et de culture distinctes remontant au Néolithique final, à l’âge du cuivre et à l’âge du bronze. La première phase d’occupation remonte au Néolithique final et se caractérise surtout par la production de récipients en céramique d’usage domestique (pots, récipients, bols) et par un grand nombre de produits manufacturés en silex ébréchés pour usages pratiques et pour la chasse.

#### Âge du cuivre
L’âge du cuivre dans les Marches est représenté par l’établissement de Conelle (vers le IIIe millénaire av. J.-C.), défendu par un fossé artificiel qui en barrait le seul côté non protégé naturellement.
La présence du fossé créé à des fins défensives et la découverte des premiers exemplaires d’armes en silex ébréché (poignards et pointes de lance) révèlent la rupture des relations pacifiques avec les communautés voisines et l’émergence d’antagonismes croissants générés par l’augmentation des biens à préserver et par la croissance du pouvoir économique et social de certains individus ou classes d’individus. L’économie du village était liée à l’agriculture et à l’élevage, même si la chasse était encore très pratiquée. Les activités artisanales étaient très diversifiées. Riche production de récipients en céramique utilisés pour cuire et contenir les aliments. La fabrication d’instruments en silex ébréché était destinée à des fins diverses, et non plus exclusivement pacifiques, à la fois domestiques, de chasse et de guerre. La production d’instruments en pierre polie spécifiques pour le travail du bois (haches-marteau percées) et de pièces en os et en bois de cerf qui, comme les quelques pièces métalliques, supposent une spécialisation du travail non plus confiné au domaine strictement domestique, mais désormais de type artisanal et spécialisé.

#### Âge du Bronze
De nombreuses découvertes archéologiques relatives à l’âge du bronze (IIe millénaire av. J.-C.) montrent une occupation plus intense du territoire.
À l’âge du bronze final est représenté par le bourg de hauteur de Monte Croce Guardia (du XIIe au Xe siècle av. J.-C.) composé de cabanes avec le fond creusé dans le terrain rocheux, dont la position élevée révèle d'un choix stratégique dû aux exigences défensives. À l’intérieur du village se déroulaient des activités productives et artisanales spécialisées. Outre la production de la céramique, on assiste à un extraordinaire développement des objets en os et en bois de cerf et à l’apparition d’objets en bronze.

#### Âge du Fer
L’âge du fer est particulièrement représenté, la phase finale de la civilisation picène grâce à la riche « nécropole gauloise » de Montefortino d’Arcevia (moitié du IVe  début du IIe siècle av. J.-C.) marque le passage à la phase d’occupation romaine du territoire.
Les tombes, marquées de grosses pierres sont du type à fosse rectangulaire creusée dans le sol et contenaient la caisse en bois, dont il ne reste que les clous de fer, avec le corps du défunt.
La typologie et la composition des trousseaux funéraires permettent de définir le sexe et le rôle social des défunts. Nombreux sont les guerriers avec des armes (épées, lances, javelots, casques) de fer et de bronze de type celtique. Particulièrement riches aussi les tombes féminines ayant appartenu à des femmes de rang élevé qui se distinguent par la préciosité des ornements en or. Parmi les éléments de trousseau, nombreux sont les objets importés d’Étrurie, d’Italie méridionale et de Grèce qui confirment la richesse de ces communautés celtiques. À peu de distance de la nécropole se trouvait un lieu de culte en usage du Ve siècle av. J.-C. jusqu’à l’époque romaine qui a révélé des objets votifs.

## Culture

### Opération Arcevia
Entre 1974 et 1976, sous la coordination des critiques Pierre Restany, Enrico Crispolti, de l’architecte Ico Parisi, de l’entrepreneur Italo Bartoletti fut proposé le projet Opération Arcevia,: la conception et la naissance d’une communauté, qui aurait dû surgir dans la localité du Palais, réunissant des idées de peintres, de sculpteurs, d’architectes, d’historiens de l’art, de musiciens, d’écrivains, de psychologues et avec le soutien des institutions locales. Les contributions, entre autres, des artistes Arman, Alberto Burri, Nicola Carrino, Mario Ceroli, César, Nato Frascà, Jesús-Rafael Soto, Francesco Somaini, du réalisateur Michelangelo Antonioni, du musicien Aldo Clementi de l’écrivain Tonino Guerra, du sociologue Aldo Ricci, furent présentés, comme œuvre d’art en projet, à la Biennale de Venise de 1976.

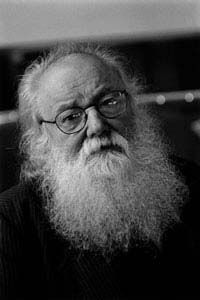
Pierre Restani
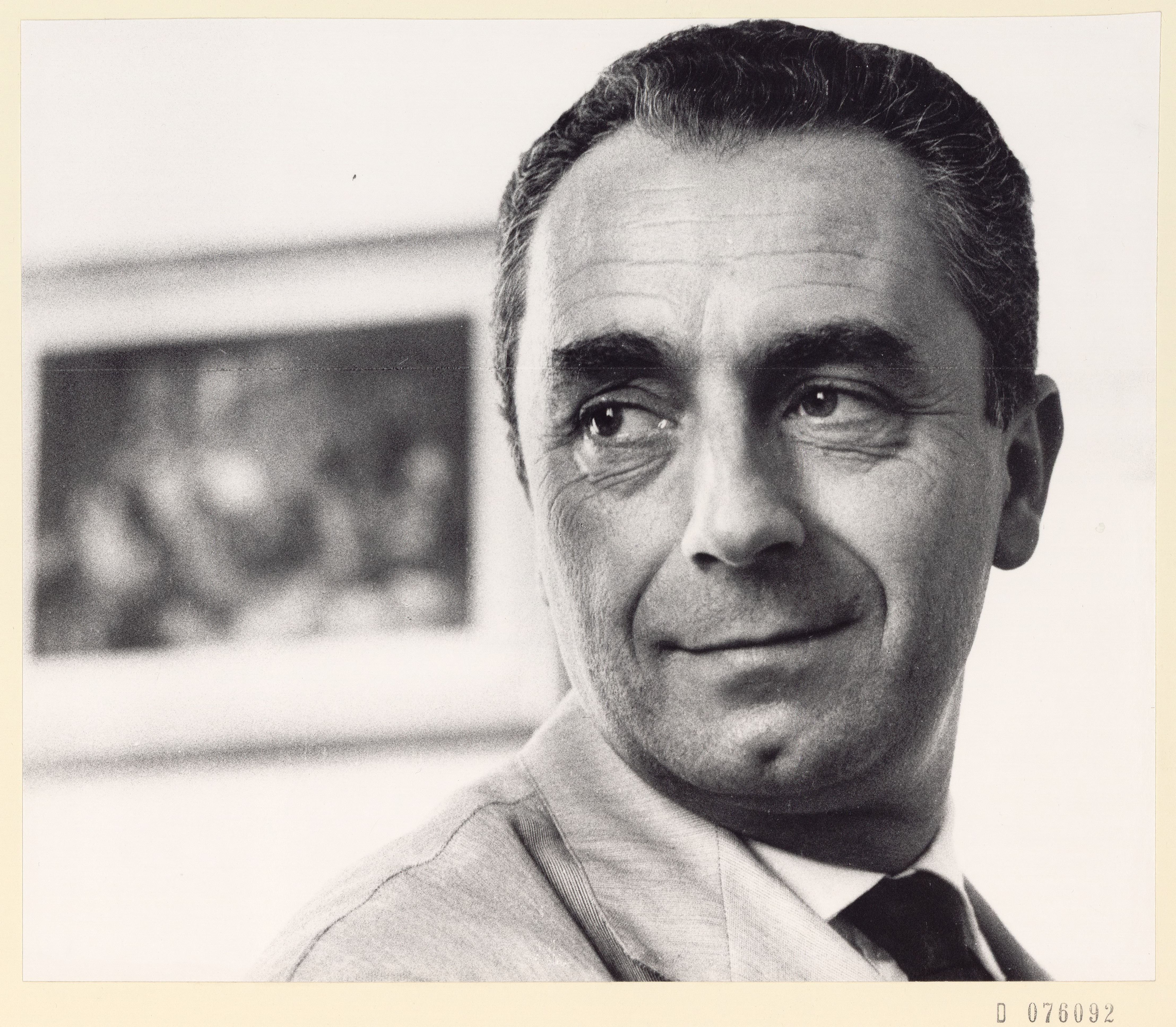
Michelangelo Antonioni
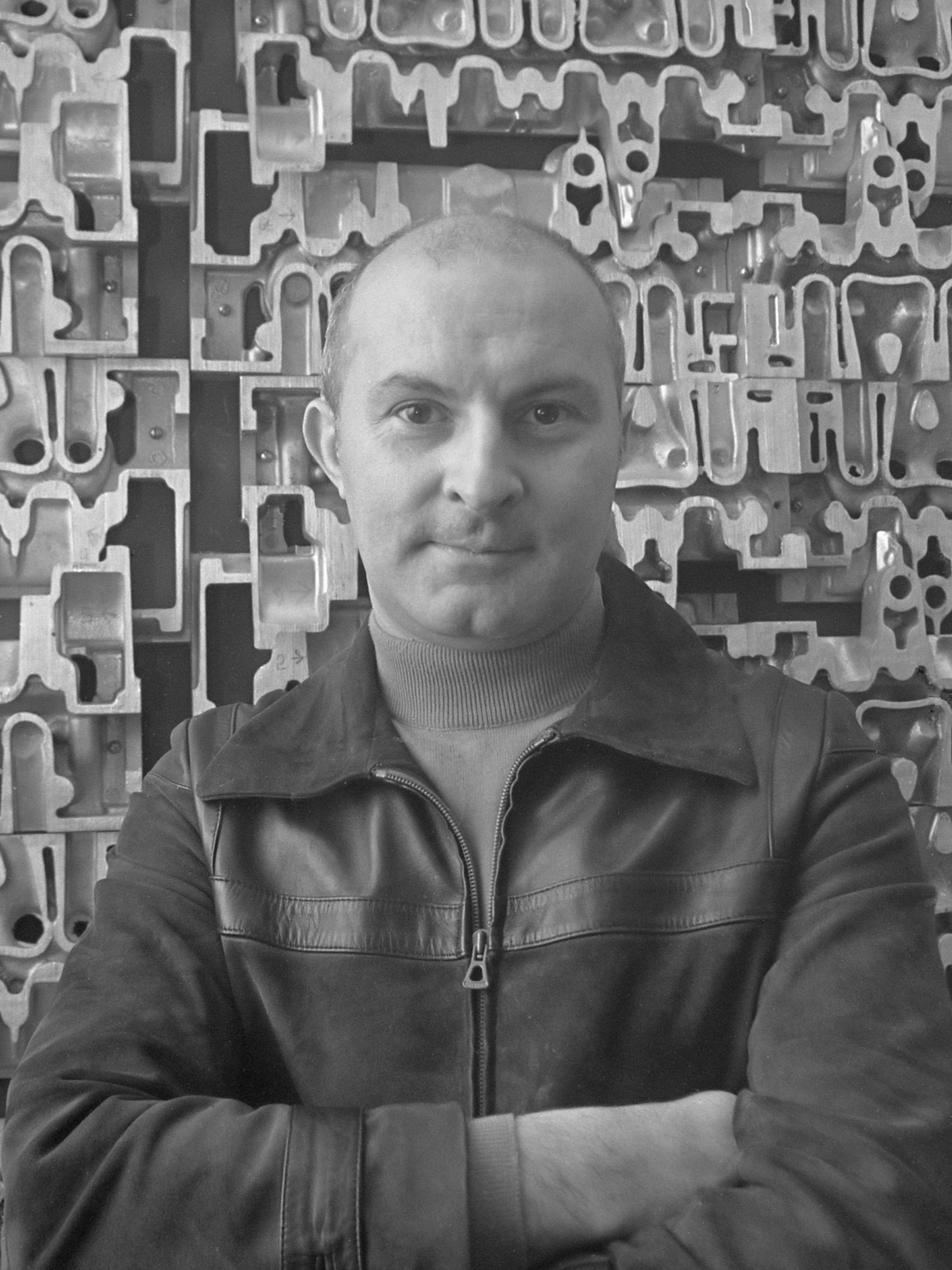
Arman
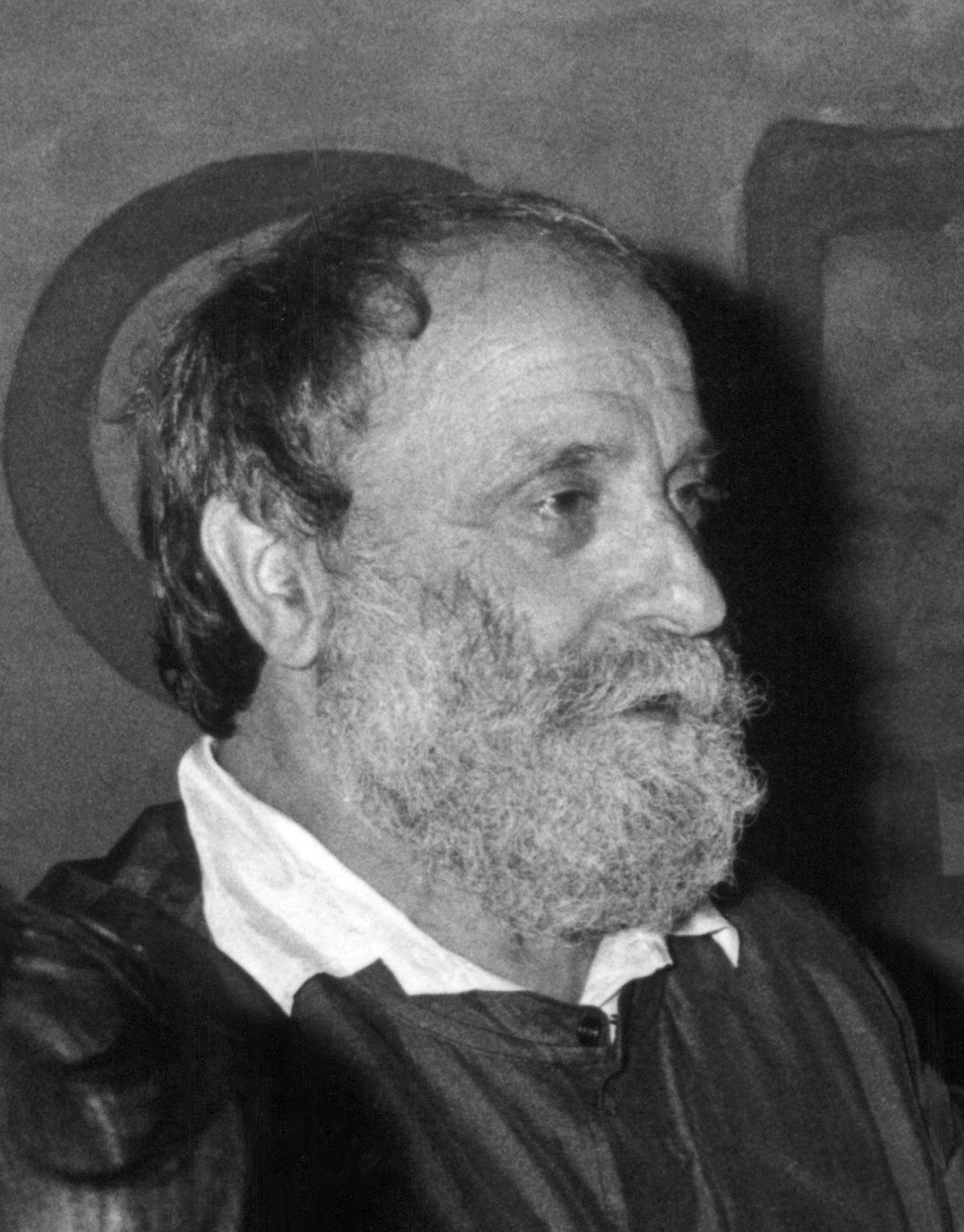
César Baldaccini
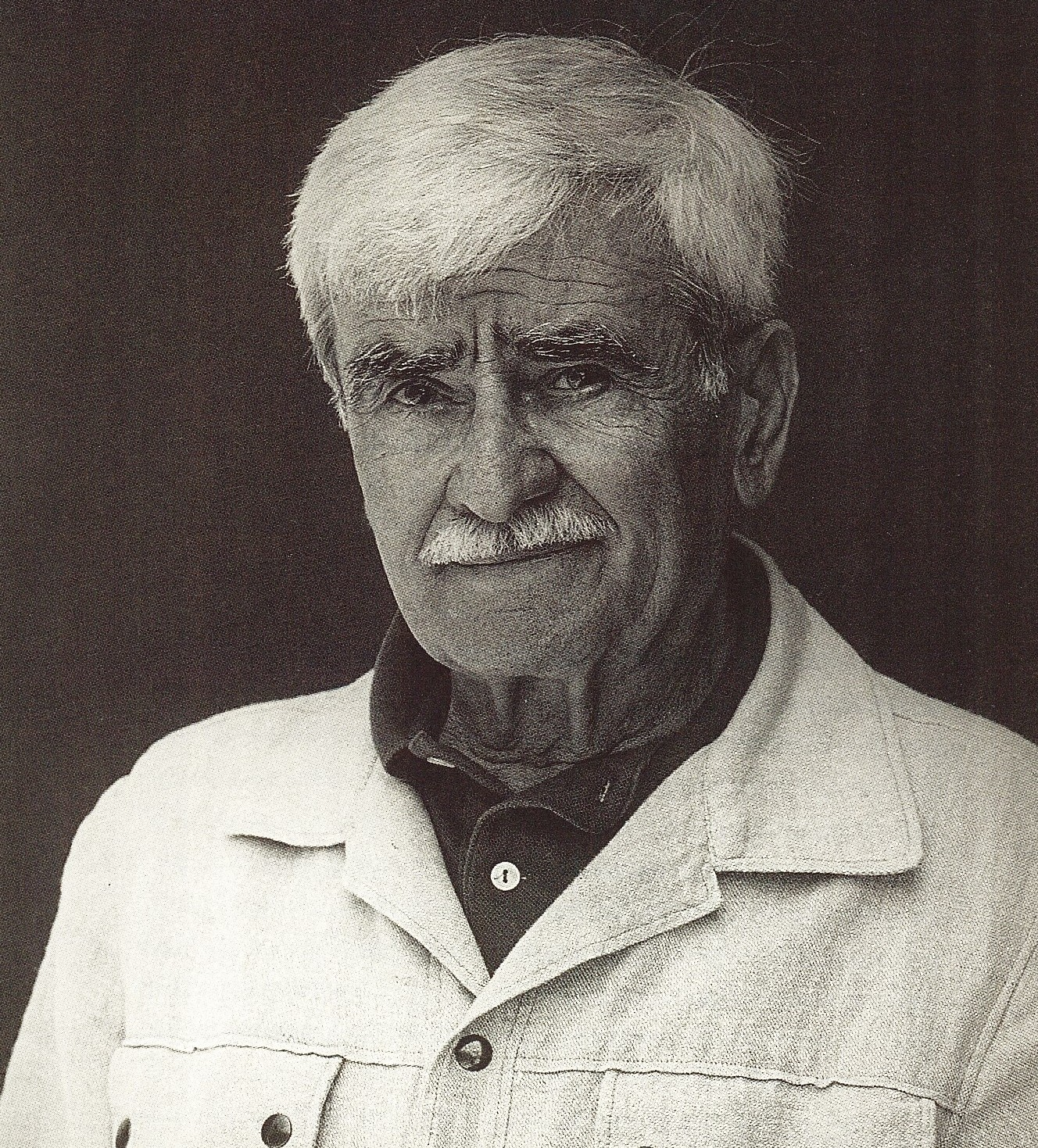
Alberto Burri

### Ateliers d’improvisation de l’Acervia Jazz Feast
Depuis 1998, Arcevia accueille chaque été les Ateliers d’Improvisation Arcevia Jazz Feast. Pendant les derniers jours du mois de juillet et le début du mois d’août, Arcevia est peuplée de musiciens de tous âges venant de toute l’Italie et grâce à la coopération avec le College of Music de Cape Town d’Afrique du Sud, pour assister à des cours avec des enseignants internationaux, masterclass, ateliers et tous les soirs participer à jam sessions et assister aux concerts organisés par l’Association Arcevia Jazz Feast.

### Hameaux
San Giovanni Battista, Prosano, Avacelli, Castiglioni, Colle Aprico, Magnadorsa, Montale, Piticchio, San Ginesio, Santa Apollinare, Ripalta, Nidastore, Loretello, San Pietro in Musio, Palazzo, Caudino, Costa, Santo Stefano

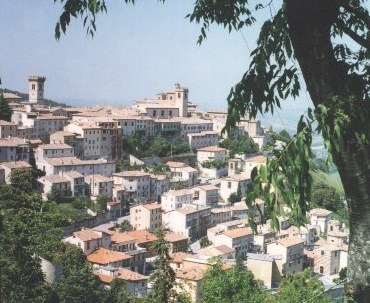
Panorama d'Arcevia.
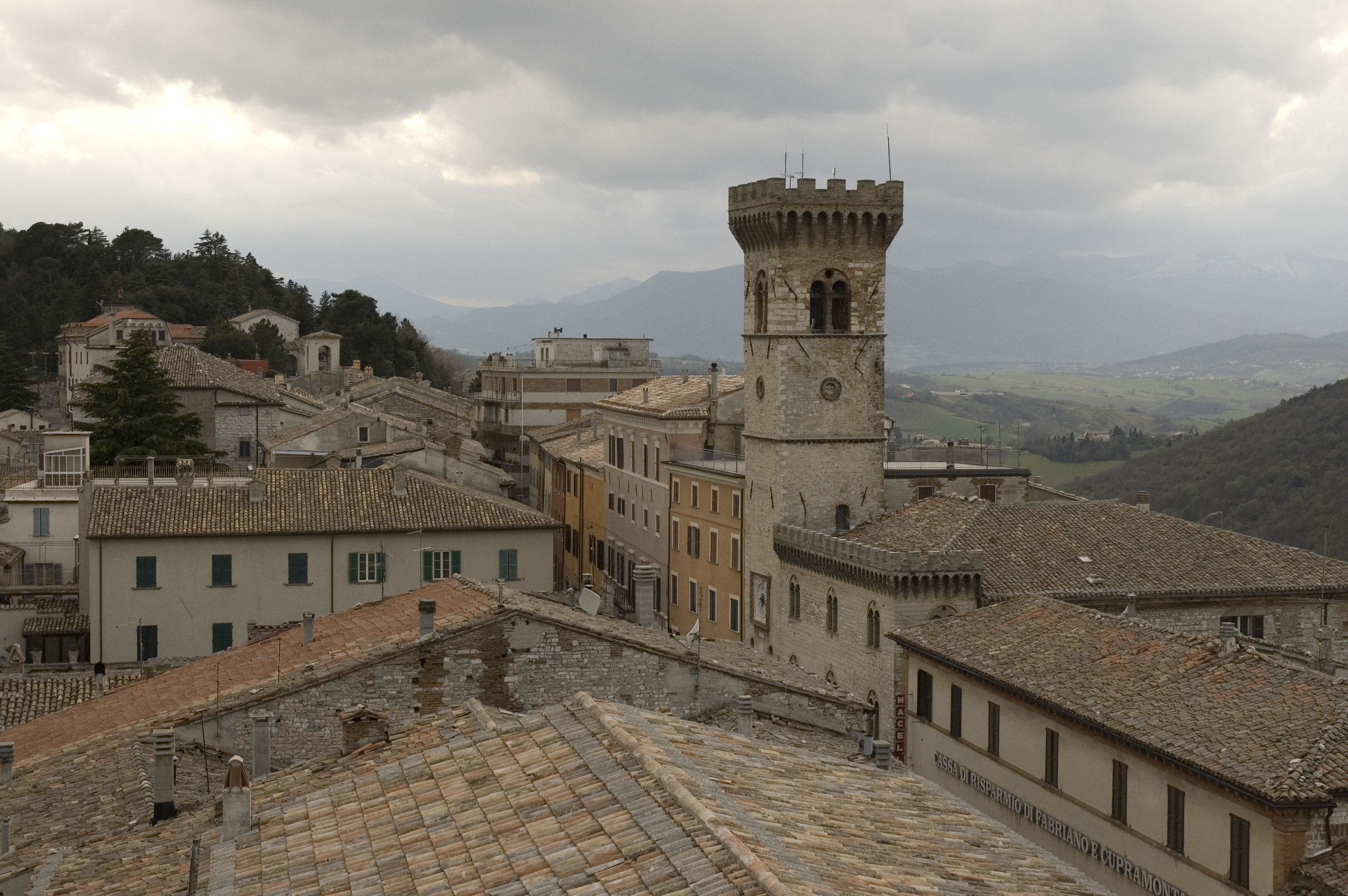
Vue d’Arcevia en direction de la chaîne apennine.
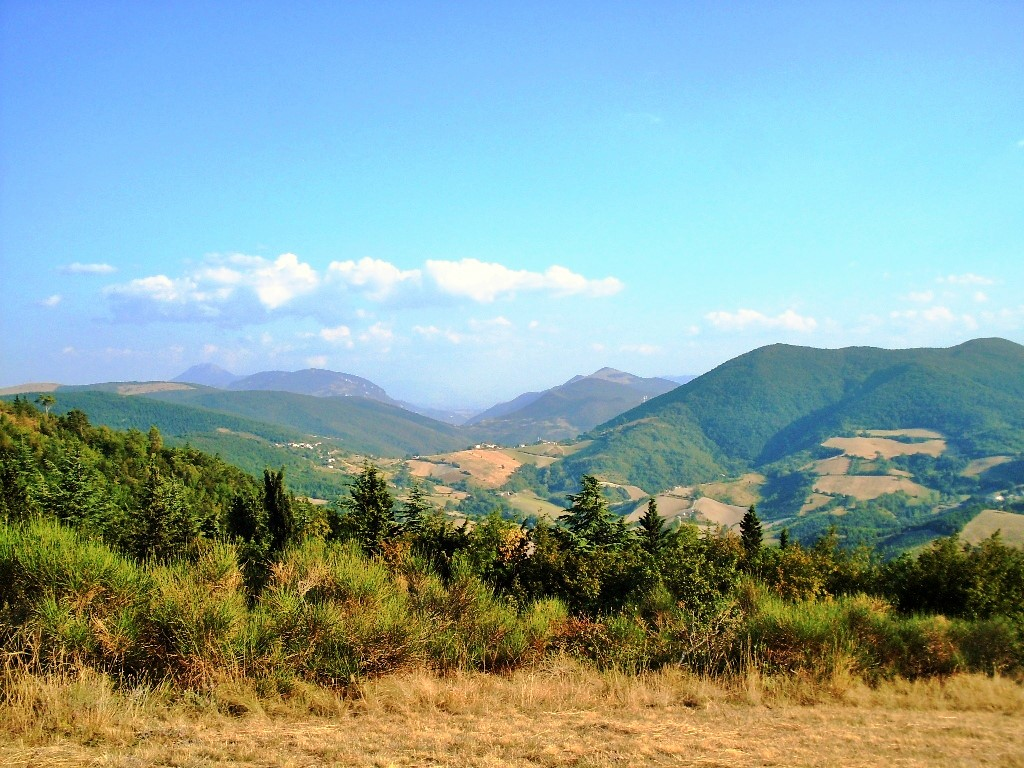
Arcevia, vue de Monte Croce.
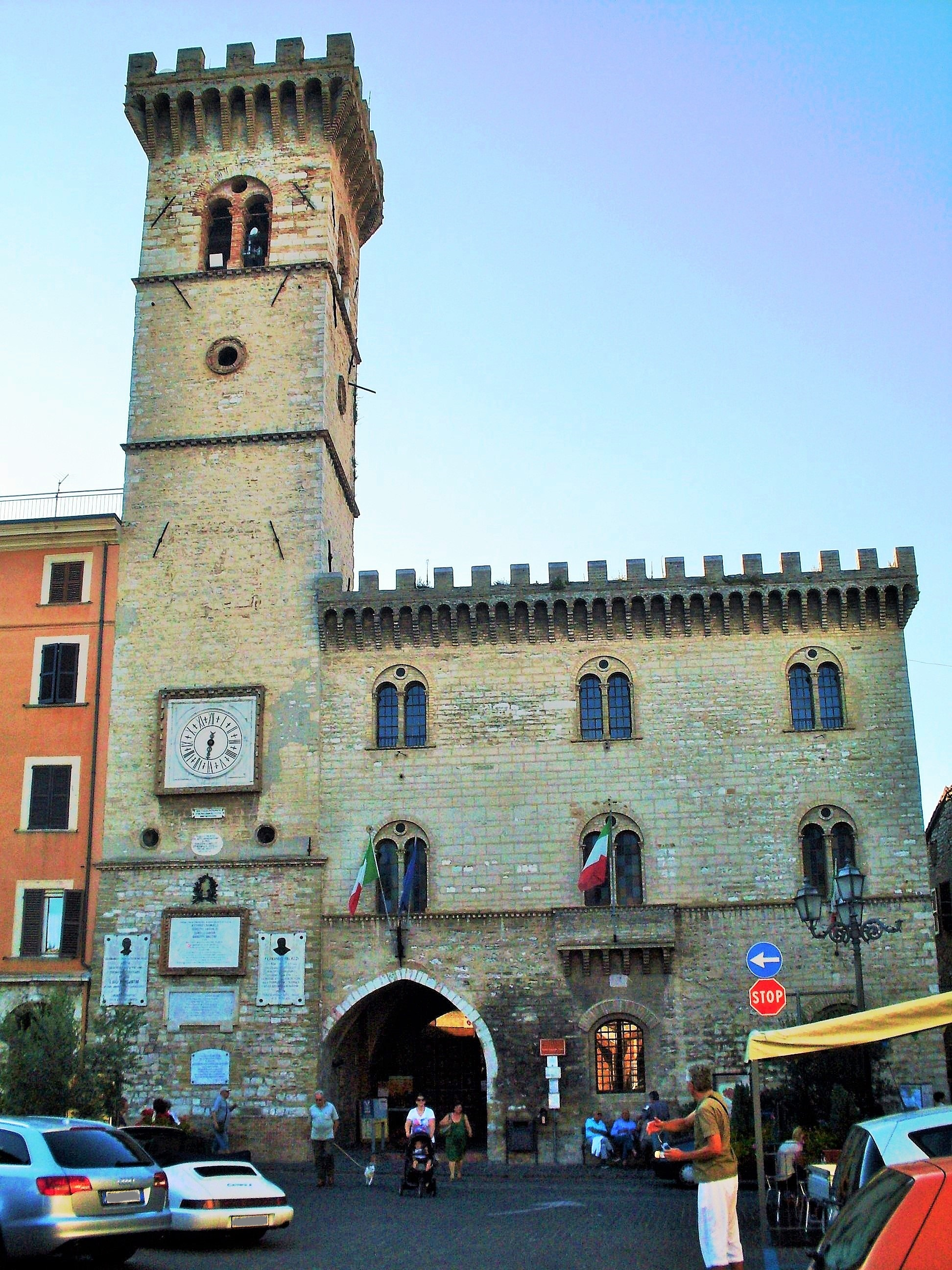
Palais communal d'Arcevia.
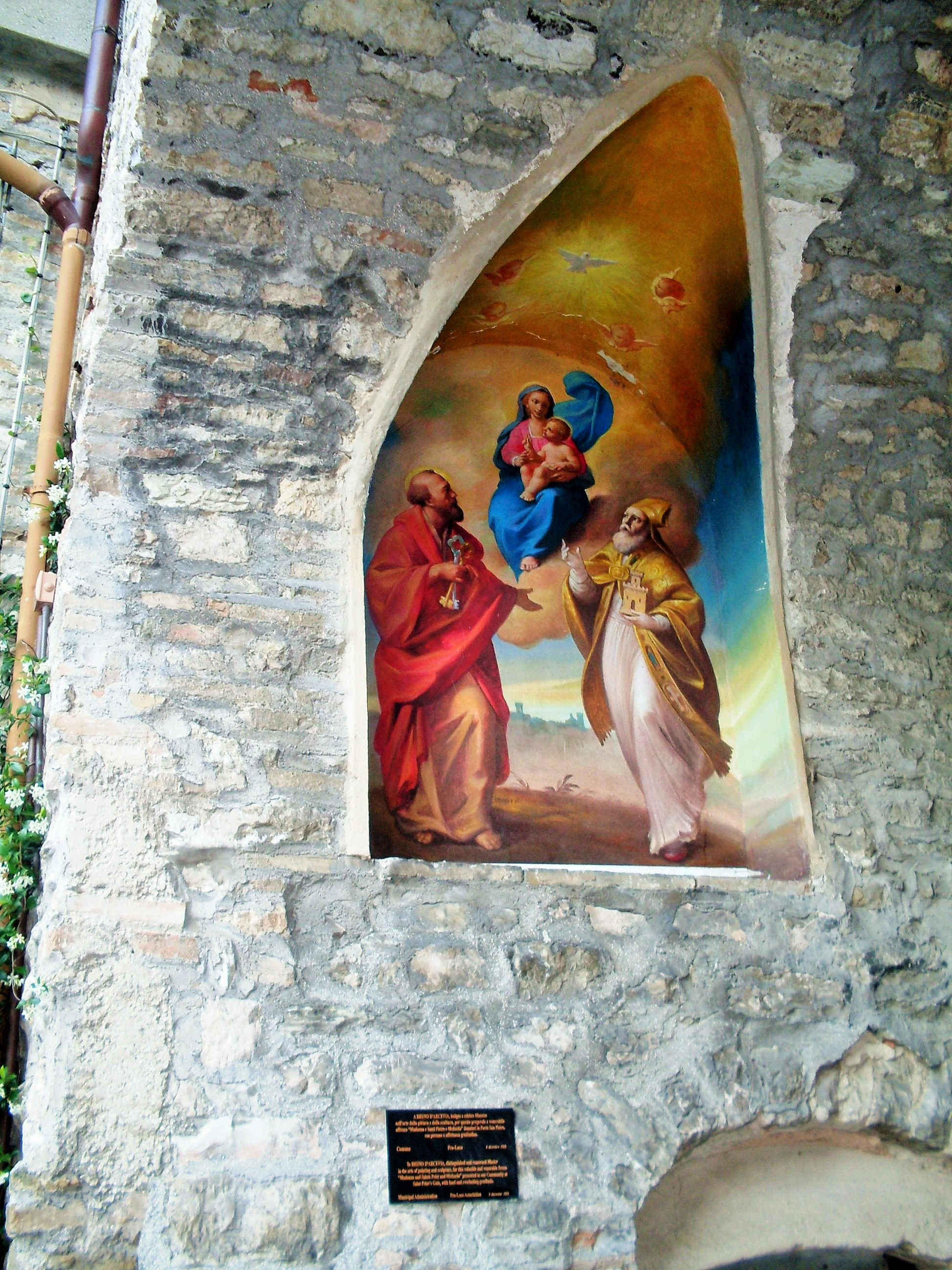
Fresque de la Porte saint Pierre.

### Communes limitrophes
Barbara, Castelleone di Suasa, Genga, Mergo, Montecarotto, Pergola, Rosora, San Lorenzo in Campo, Sassoferrato, Serra de' Conti, Serra San Quirico.

## Personnalités liées à la commune
- Elio Sgreccia, cardinal.
- Marisa Abbondanzieri, femme politique, est née à Arcevia en 1956.